# Riekoperla isosceles
Riekoperla isosceles är en bäcksländeart som beskrevs av Günther Theischinger 1985. Riekoperla isosceles ingår i släktet Riekoperla och familjen Gripopterygidae. Inga underarter finns listade i Catalogue of Life.